# Coursegoules
Coursegoules (Occitaans: Corsegolas; Italiaans (verouderd): Corsegola) is een gemeente in het Franse departement Alpes-Maritimes (regio Provence-Alpes-Côte d'Azur) en telt 322 inwoners (1999). De plaats maakt deel uit van het arrondissement Grasse.

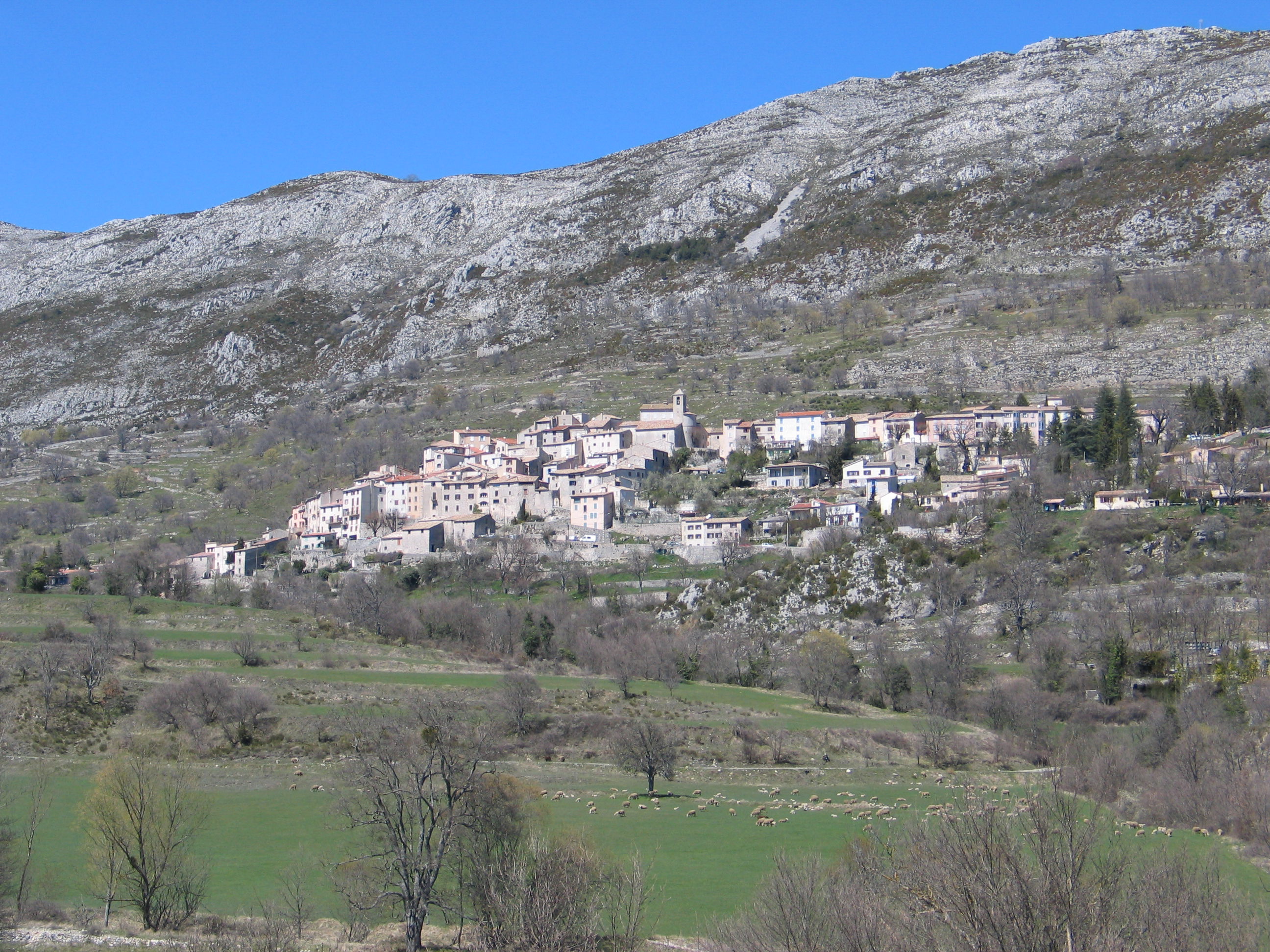
Zicht op Coursegoules

## Geografie
De oppervlakte van Coursegoules bedraagt 43,3 km², de bevolkingsdichtheid is 7,4 inwoners per km².
De onderstaande kaart toont de ligging van Coursegoules met de belangrijkste infrastructuur en aangrenzende gemeenten.

## Demografie
Onderstaande figuur toont het verloop van het inwonertal (bron: INSEE-tellingen).
Vanwege een beveiligingsprobleem met de MediaWiki Graph-software is het momenteel niet mogelijk deze grafiek weer te geven. Zodra de software is bijgewerkt zal de grafiek vanzelf weer zichtbaar worden.